# Hoplia pisicolor
Hoplia pisicolor är en skalbaggsart som beskrevs av Hermann Burmeister 1844. Hoplia pisicolor ingår i släktet Hoplia och familjen Melolonthidae. Inga underarter finns listade i Catalogue of Life.